# Karl von Seebach

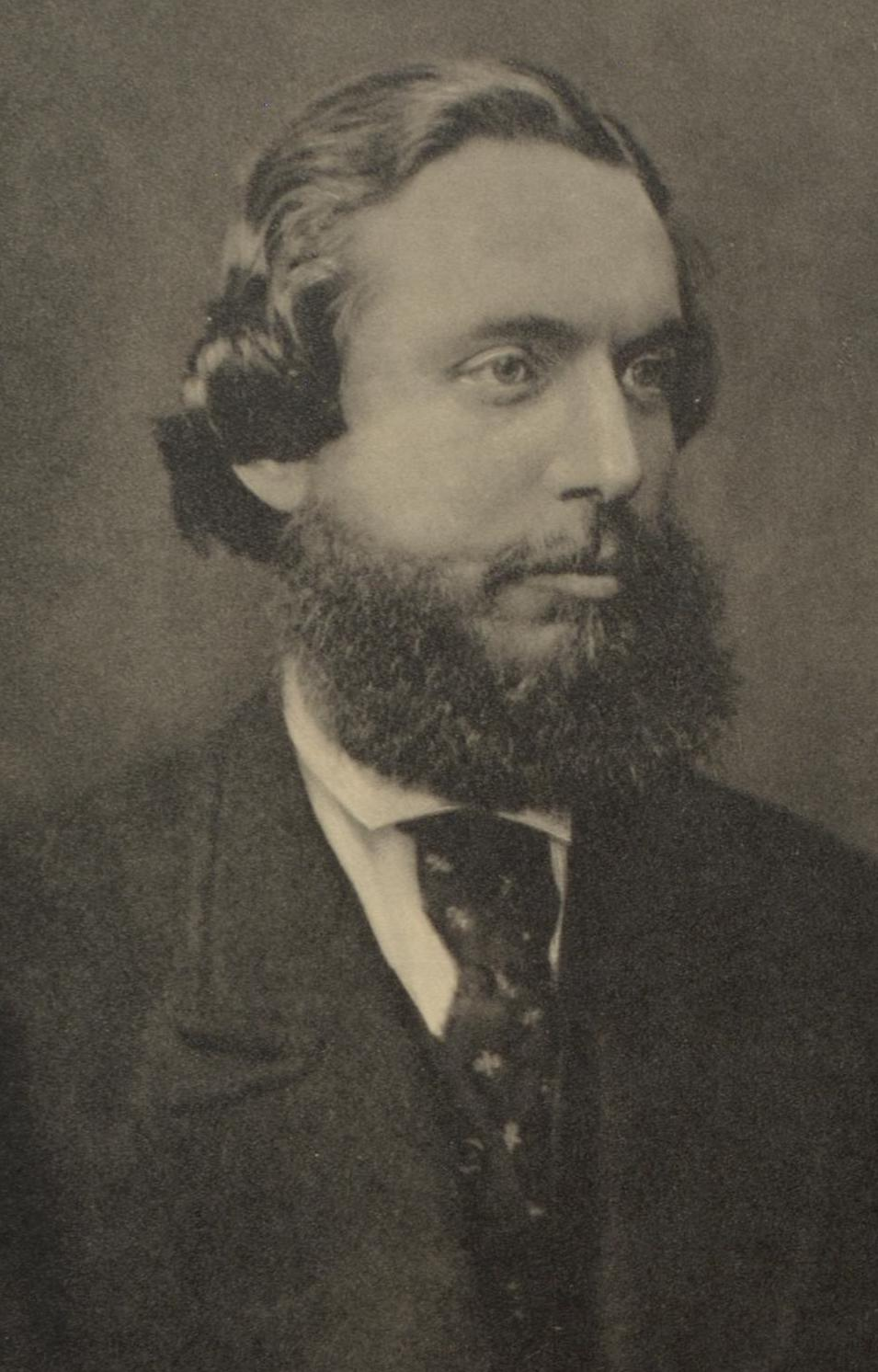
Karl von Seebach

Karl Albert Ludwig von Seebach (* 13. August 1839 in Weimar; † 21. Januar 1880 in Göttingen) war ein deutscher Geologe und Professor für Geologie und Paläontologie an der Georg-August-Universität Göttingen.

## Herkunft
Seine Eltern  waren der Major und Kammerherr in Sachsen-Weimar Karl Friedrich Emil August von Seebach (* 9. April 1803; † 22. Juli 1867) und dessen Ehefrau Luise Auguste von Oldershausen (* 21. Juni 1812; † 28. Juli 1878).

## Leben
Bereits sein Vater sammelte Fossilien und Mineralien, wozu er noch von Johann Wolfgang von Goethe selbst angeregt worden war. Seebach ging in Rudolstadt und Weimar (Gymnasium) zur Schule, sammelte schon als Jugendlicher Versteinerungen und veröffentlichte bereits während seiner Schulzeit 1857 in der Zeitschrift der Deutschen Geologischen Gesellschaft heute noch relevante Artikel mit der Erstbenennung eines Cephalopoden (Goniatites tenuis, heute: Beneckeia tenuis (Seebach 1857)) sowie über Ostracoden aus der Trias von Thüringen. Nach dem Abitur 1858 machte er in Vorbereitung einer Karriere im Bergbau ein Praktikum in den Erzbergwerken in Kamsdorf und studierte dann Geologie und Paläontologie in Breslau (bei Ferdinand von Roemer, mit dem er Russland bereiste), Göttingen und Berlin bei Heinrich Ernst Beyrich. 1862 wurde er in Göttingen promoviert mit einer Arbeit, die noch unter Beyrich angeregt worden war (Die Conchylienfauna der Weimarschen Trias). Er wurde dort im Jahr darauf außerordentlicher Professor. Den Ruf dazu hatte er schon vor seiner Promotion erhalten – man wollte in Göttingen neben Sartorius von Waltershausen, einem Plutonisten (und Patenkind von Goethe), einen Neptunisten als Ausgleich (beide Schulen standen sich seit Ende des 18. Jahrhunderts gegenüber und spalteten zeitweise die Geologen).
Ab 1870 war er ordentlicher Professor, nachdem er einen Ruf an die Universität Straßburg abgelehnt hatte. 1864/65 bereiste er Mittelamerika (Guatemala, Costa Rica u. a.), wo er ursprünglich Meeresfossilien studieren wollte, dann aber die dort zahlreichen aktiven Vulkane studierte. Vulkanologie wurde eines seiner geologischen Hauptinteressen und er untersuchte besonders den Vulkan von Santorin, bei dessen Ausbruch 1866 er zugegen war. Daraus entstand eine neue Einteilung der Vulkane, die die Einteilung von Alexander von Humboldt ablöste. Von Seebach unterschied als erster Schichtvulkane. In einer Arbeit über das Erdbeben in Mitteldeutschland vom 6. März 1872 versuchte er aus genauen Zeitvergleichen die Tiefe des Erdbebenherds zu bestimmen und Rückschlüsse auf das Erdinnere zu ziehen (nach der Methode von Robert Mallet, den er aber auch kritisierte, und William Hopkins). Er publizierte unter anderem über eiszeitliche Säugetierfunde im Leinetal, den Jura im Bereich Hannover, die Kreide im Ohmgebirge, Pläne für einen Kanal von der Karibik in den Pazifik in Mittelamerika und die Geologie von Bornholm sowie verschiedene paläontologische Arbeiten. An der Universität Göttingen baute er eine geologisch-paläontologische Sammlung auf. 1877 wurde das Museum für Naturkunde in Göttingen eröffnet und im gleichen Jahr trennte sich die Geologie und Paläontologie von der Mineralogie an der Universität und Seebach war erster Direktor des Geologisch-Paläontologischen Instituts.
Im Auftrag der Preußischen Geologischen Landesanstalt kartierte er Worbis und Niederorschel. Die Vorbereitung eines Geologenkongresses 1878 in Göttingen überforderte seine Gesundheit. Er war 1878/79 zur Erholung in Portugal (wo er ebenfalls geologisch tätig war), starb aber bald darauf im Januar 1880.
Er war seit 1864 Assessor und seit 1876 ordentliches Mitglied in der Göttinger Akademie der Wissenschaften.

## Familie
Seebach heiratete 1867 Bertha Sauppe (* 22. Juli 1842). Das Paar hatte mehrere Kinder:
- Luise Emilie Anna Frieda (* 13. April 1868) ⚭ 1899 Prof. Dr. Med. Otto Hildebrand (* 15. November 1858; † 18. Oktober 1927)
- Hermie Thekla Anna Elisabeth (* 2. Januar 1870; † 7. Juli 1957) ⚭ 1895 Professor Wilhelm von Blume (1867–1927) verheiratet.[7]
- Friedrich Hermann Ado Albrecht Thilo (* 28. Februar 1873; † 27. November 1927), Kunstkritiker, Numismatiker ⚭ Elisabeth Behrendsen
- Paula Anna Luise (* 11. April 1877) ⚭ 1902 Prof. Dr. Julius Sommer

## Schriften
- Goniatites tenuis. Zeitschrift der Deutschen Geologischen Gesellschaft, IX, S. 24, Berlin 1857.
- Entomostraceen aus der Trias Thüringens. Zeitschrift der Deutschen Geologischen Gesellschaft, IX, 198–206, Tafel VIII, Berlin 1857.
- Die Conchylien-Fauna der Weimarischen Trias. Zeitschrift der Deutschen Geologischen Gesellschaft, XIII, 551–666, Tafel XIV–XV, Berlin 1861.
- Zur Kritik der Gattung Myophoria Bronn und ihrer triasinischen Arten. Nachrichten von der Königl. Gesellschaft der Wissenschaften und der Georg-Augusts-Universität zu Göttingen, 375–384, Göttingen 1867.
- Ueber Estheria Albertii Voltz sp. Nachrichten von der Königl. Gesellschaft der Wissenschaften und der Georg-Augusts-Universität zu Göttingen, 281–285, Göttingen 1868.
- Das Mitteldeutsche Erdbeben vom 6. März 1872. Ein Beitrag zu der Lehre von den Erdbeben. Bsp. 168. Arzberg (Triestewitz).  H. Haessel, Leipzig 1873.
- Über Vulkane Centralamerikas. Abhandlungen der Königlichen Gesellschaft der Wissenschaften zu Göttingen, Band 38, Dieterichsche Verlagsbuchhandlung, Göttingen 1892.